# Dicranoweisia cirrata
Dicranoweisia cirrata là một loài Rêu trong họ Dicranaceae. Loài này được (Hedw.) Lindb. mô tả khoa học đầu tiên năm 1869.